# Cimairòls
Cimairòls (en francès Simeyrols) és un municipi francès situat al departament de la Dordonya i a la regió de la Nova Aquitània.

## Demografia
| 1962                                       | 1968 | 1975 | 1982 | 1990 | 1999 | 2007 |
| ------------------------------------------ | ---- | ---- | ---- | ---- | ---- | ---- |
| 153                                        | 160  | 180  | 162  | 185  | 188  | 221  |
| Des de 1962: població sense dobles comptes |      |      |      |      |      |      |

## Administració
| Període | Identitat         | Partit  |
| ------- | ----------------- | ------- |
| 2001-   | Vincent Flaquière | app. PS |